# Zagadka. Opowiadania
Zagadka. Opowiadania – zbiór opowiadań fantastycznych Stanisława Lema. Po raz pierwszy wydany nakładem wydawnictwa Interart w roku 1996 jako 12. pozycja niedokończonej serii "Dzieł" autora. Posłowie napisał prof. Jerzy Jarzębski.
W dwóch tomach zebrano wszystkie opowiadania, które nie zostały zakwalifikowane do żadnego z istniejących cykli (np.: Dzienniki gwiazdowe, Cyberiada, itd.) – z wyjątkiem opowieści z lat młodzieńczych oraz tych napisanych później, które sam autor uznał za słabsze. Z tych powodów w antologii nie znalazły się opowiadania z tomu Sezam i inne opowiadania (1954) oraz Exodus (Inwazja z Aldebarana, 1959) i Dwóch młodych ludzi (Polowanie, 1965). Po raz pierwszy drukiem zwartym w Polsce pojawiło się natomiast w tym tomie opowiadanie Materac.
Te same opowiadania zostały później wydane w jednym tomie Zagadka przez Wydawnictwo Literackie (2003) i w tomie Maska przez Agora SA (2010, jako 29. tom Dzieł).

## Spis utworów
Tom 1
- Szczur w labiryncie (pierwodruk "Przekrój" 1956, po raz pierwszy w zbiorze opowiadań Dzienniki gwiazdowe, 1957)
- Inwazja (po raz pierwszy w zbiorze opowiadań Inwazja z Aldebarana, 1959)
- Przyjaciel (po raz pierwszy w zbiorze opowiadań Inwazja z Aldebarana, 1959)
- Inwazja z Aldebarana (po raz pierwszy w zbiorze opowiadań Inwazja z Aldebarana, 1959)
- Ciemność i pleśń (po raz pierwszy w zbiorze opowiadań Inwazja z Aldebarana, 1959)
- Młot (po raz pierwszy w zbiorze opowiadań Inwazja z Aldebarana, 1959)

Tom 2
- Formuła Lymphatera (po raz pierwszy w zbiorze opowiadań Księga robotów, 1961)
- Pamiętnik (po raz pierwszy w zbiorze opowiadań Noc księżycowa, 1963)
- Prawda (po raz pierwszy w zbiorze opowiadań Niezwyciężony i inne opowiadania, 1964)
- Maska (po raz pierwszy w zbiorze opowiadań Maska, 1976)
- Sto trzydzieści siedem sekund (po raz pierwszy w zbiorze opowiadań Maska, 1976)
- Zagadka (po raz pierwszy w zbiorze opowiadań Pożytek ze smoka, 1993)
- Materac (pierwodruk w tłum. na jęz. niemiecki w: "Süddeutsche Zeitung Magazin", 1995, pt. Die Blaurote Luftmatratze)